# Pawtucket Red Sox
Pawtucket Red Sox – amerykańska drużyna baseballowa mająca swoją siedzibę w Pawtucket w stanie Rhode Island. Od 1970 roku, czyli od początku istnienia klubu – jest klubem farmerskim Boston Red Sox.